# Jaap Stockmann
Jaap Stockmann (Bunnik, 24 juli 1984) is een Nederlands oud-hockeydoelman die in totaal 140 interlands heeft gespeeld. Stockmann is in 2014 door de FIH verkozen tot beste doelman van de wereld.
Bij de Olympische Spelen van 2012 veroverde Stockmann de zilveren medaille. Ook nam hij deel aan de Olympische Spelen van 2016, waar hij met het Nederlands team een 4e plaats behaalde.
Stockmann speelde in de Hoofdklasse voor HC Bloemendaal en werd in 2006, 2007, 2008, 2009 en 2010 landskampioen. Ook won hij met deze club de Euro Hockey League 2008/2009, Euro Hockey League 2012/2013 en Euro Hockey League 2017/2018.
Stockmann studeerde in Amsterdam en was lid van dispuut A.E.G.I.S., onderdeel van het ASC/AVSV. 
Sander Baart · 
Billy Bakker · 
Marcel Balkestein · 
Floris Evers · 
Rogier Hofman · 
Robert van der Horst · 
Tim Jenniskens · 
Wouter Jolie · 
Robbert Kemperman · 
Teun de Nooijer · 
Jaap Stockmann · 
Valentin Verga · 
Klaas Vermeulen · 
Bob de Voogd · 
Mink van der Weerden · 
Roderick Weusthof · 
Sander de Wijn ·
Coach: Paul van Ass
Seve van Ass · 
Sander Baart · 
Billy Bakker · 
Jorrit Croon · 
Jeroen Hertzberger · 
Rogier Hofman · 
Robert van der Horst ·  
Robbert Kemperman · 
Mirco Pruyser · 
Glenn Schuurman · 
Jaap Stockmann · 
Hidde Turkstra · 
Valentin Verga · 
Bob de Voogd · 
Mink van der Weerden · 
Sander de Wijn ·
Coach: Max Caldas